# Protentomon
Protentomon es un género de Protura en la familia Protentomidae.

## Especies
- Protentomon acrasia (Vidal Sarmiento & Najt, 1971)
- Protentomon atlanteum Condé, 1951
- Protentomon barandiarani Condé, 1947
- Protentomon berlesei Nosek, 1969
- Protentomon fallax Condé, 1948
- Protentomon hellenicum Nosek, 1976
- Protentomon michiganense Bernard, 1975
- Protentomon milloti Condé, 1961
- Protentomon pauliani Condé, 1961
- Protentomon perpusillum Berlese, 1909
- Protentomon supernumerarium Tuxen, 1977
- Protentomon thienemanni Strenzke, 1942
- Protentomon transitans Ewing, 1921
- Protentomon tuxeni Nosek, 1966